# Tadeusz Mytnik
Tadeusz „Tony“ Mytnik (* 13. srpna 1949 Nowice) je bývalý polský reprezentant v silniční cyklistice. Byl poddůstojníkem námořnictva a členem klubu WKS Flota Gdynia, po ukončení závodní kariéry obchodoval s bicykly. Je ženatý a má dvě dcery.
Byl členem polského týmu v časovce družstev, který zvítězil na mistrovství světa v silniční cyklistice v letech 1973 a 1975 a získal stříbrnou medaili na Letních olympijských hrách 1976. Na MS 1977 získal bronzovou medaili. Osmkrát byl mistrem Polska v časovce jednotlivců (1971, 1972, 1973, 1974, 1978, 1979, 1980 a 1982) a dvakrát v časovce dvojic (1976 a 1977). V roce 1975 se stal celkovým vítězem závodu Kolem Polska a v roce 1978 vyhrál Kolem Malopolska. Šestkrát se zúčastnil Závodu míru, kde skončil nejlépe na třetím místě v roce 1977 a získal tři etapová vítězství (všechna v časovkách).
V roce 2010 obdržel Řád znovuzrozeného Polska a od roku 2017 má svoji hvězdu v Aleji sportovních hvězd ve městě Władysławowo.